# 日本毛虾
日本毛虾（学名：Acetes chinensis），又名秋醬蝦（akiami paste shrimp），为十足目櫻蝦科毛虾属的一种动物。体长15—30毫米.主要生活于浅海泥底，没有扑食的能力，而是靠口部附肢和颚足上的恻毛从水中滤食藻类。